# Sekeřice
Sekeřice jsou obec v okrese Jičín v Královéhradeckém kraji. Žije v ní 116 obyvatel.

## Historie
První písemná zmínka o obci pochází z roku 1386.

## Obyvatelstvo
| Rok            | 1869 | 1880 | 1890 | 1900 | 1910 | 1921 | 1930 | 1950 | 1961 | 1970 | 1980 | 1991 | 2001 | 2011 | 2021 |
| -------------- | ---- | ---- | ---- | ---- | ---- | ---- | ---- | ---- | ---- | ---- | ---- | ---- | ---- | ---- | ---- |
| Počet obyvatel | 415  | 437  | 475  | 430  | 416  | 410  | 364  | 334  | 297  | 245  | 179  | 140  | 116  | 108  | 116  |
| Počet domů     | 67   | 71   | 78   | 78   | 94   | 88   | 94   | 93   | 81   | 80   | 68   | 86   | 91   | 90   | 68   |

## Obecní správa
Mezi lety 1850–1960 byly Sekeřice obcí v okrese Nový Bydžov (1850–1950) a později v okrese Jičín. V letech 1960–1990 patřily jako část obce k Žlunicím a od 24. listopadu 1990 jsou opět samostatnou obcí.

### Obecní symboly
Dne 25. dubna 2018 bylo schváleno usnesením výboru pro vědu, vzdělání, kulturu, mládež a tělovýchovu udělení znaku a vlajky obce. Znak a vlajka byly obci uděleny rozhodnutím předsedy Poslanecké sněmovny Parlamentu České republiky dne 3. května 2018.

## Pamětihodnosti
- Socha svatého Jana Křtitele
- Přírodní památka Žlunické polesí

## Galerie

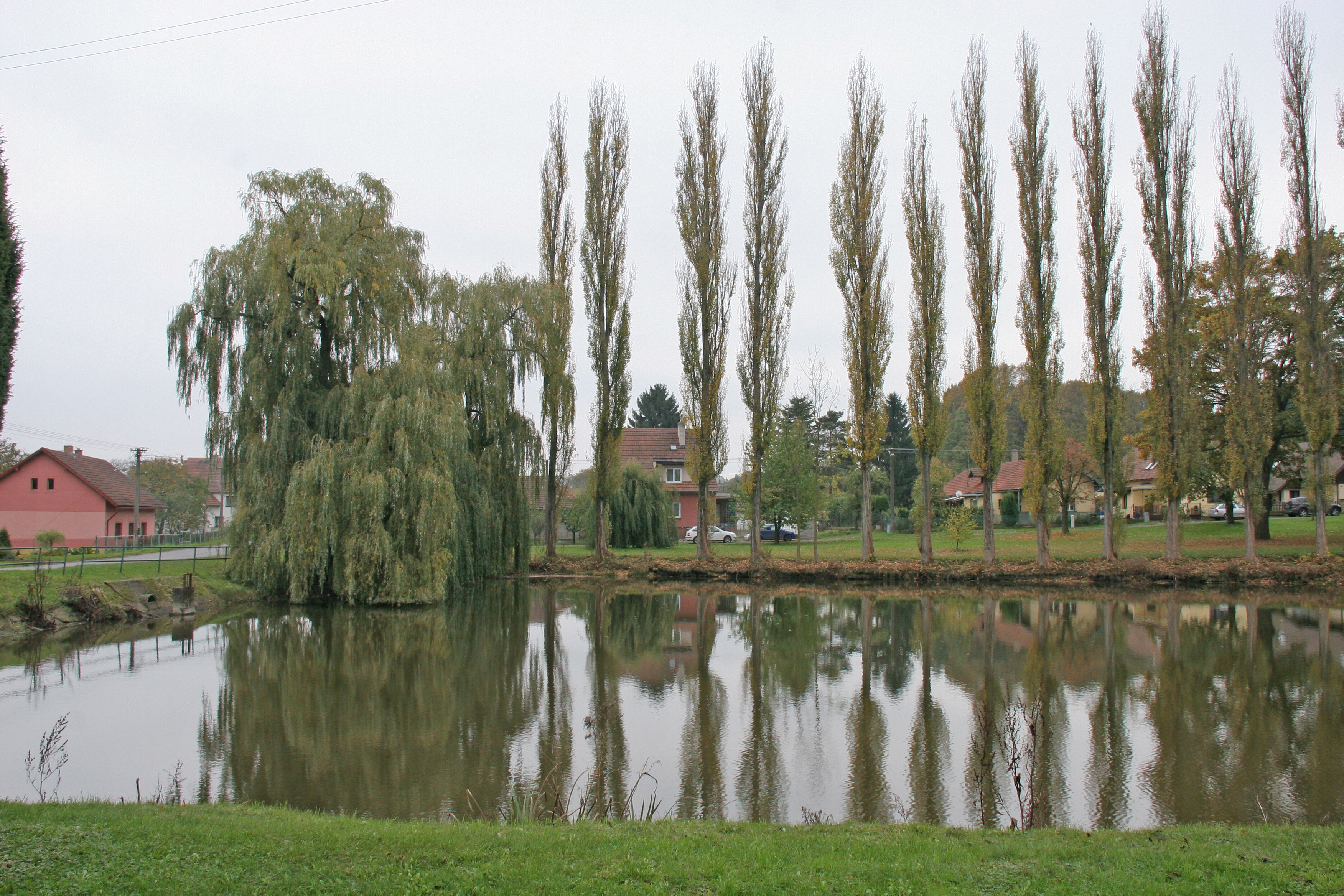
Rybník
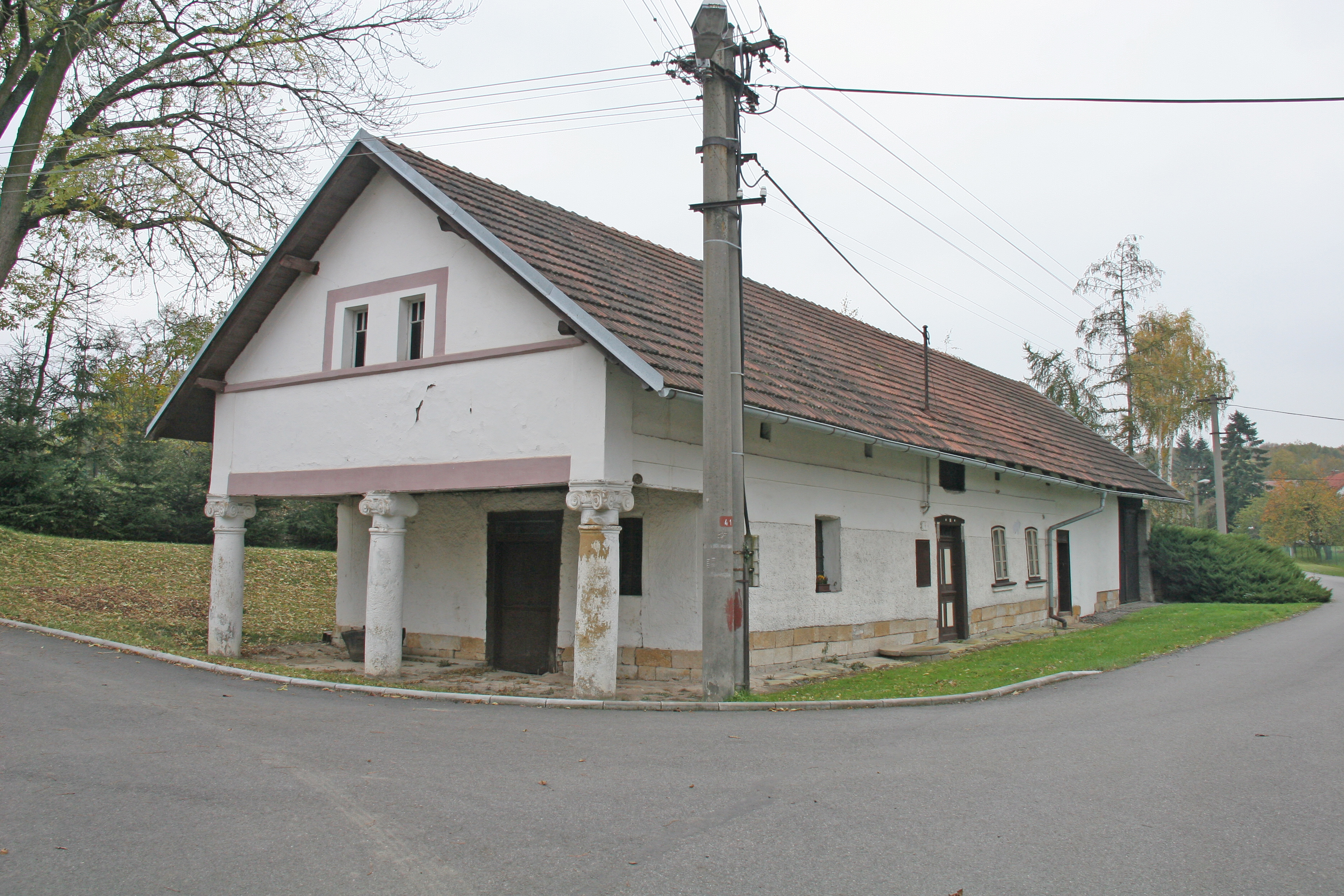
Kovárna
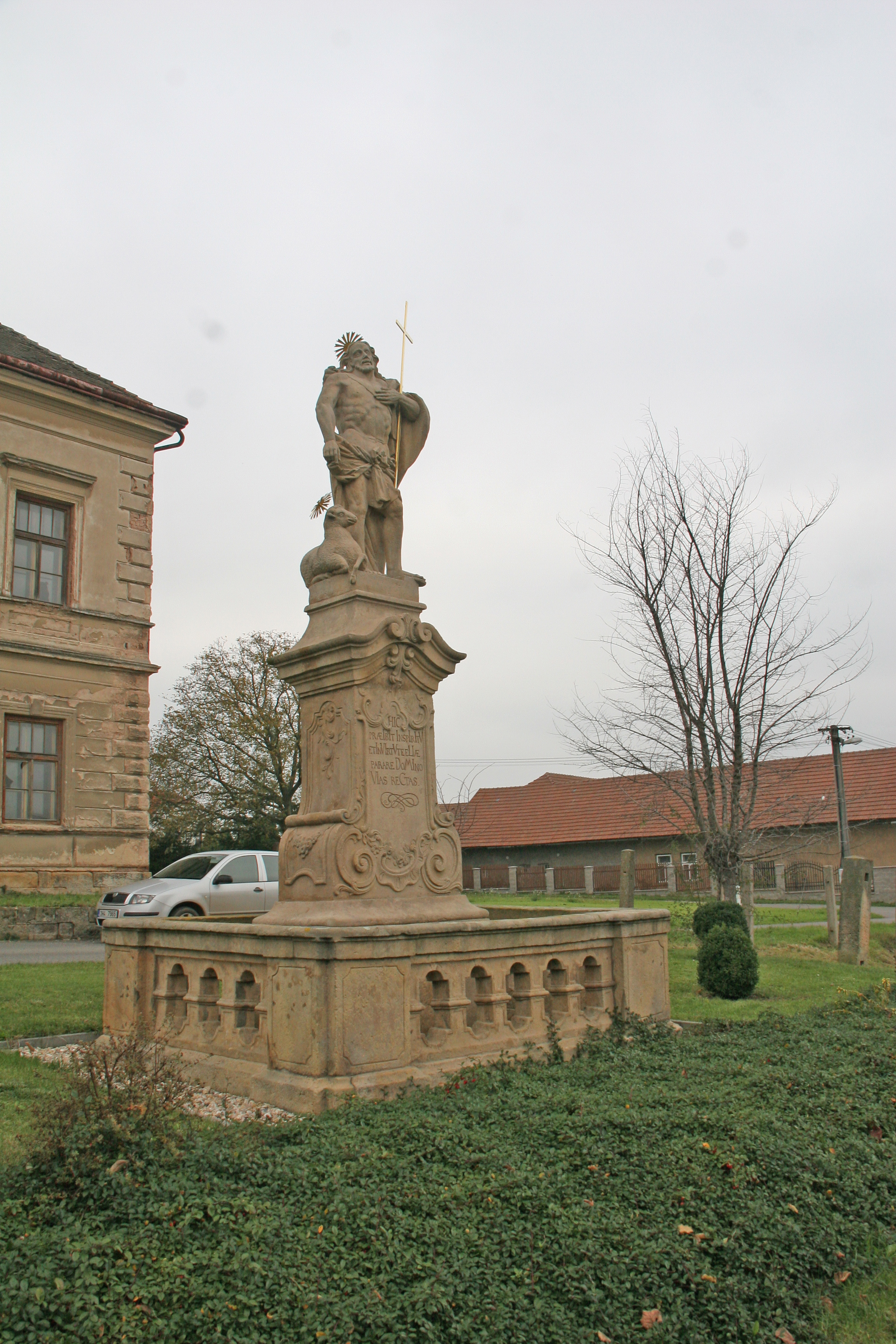
Socha svatého Jana Křtitele
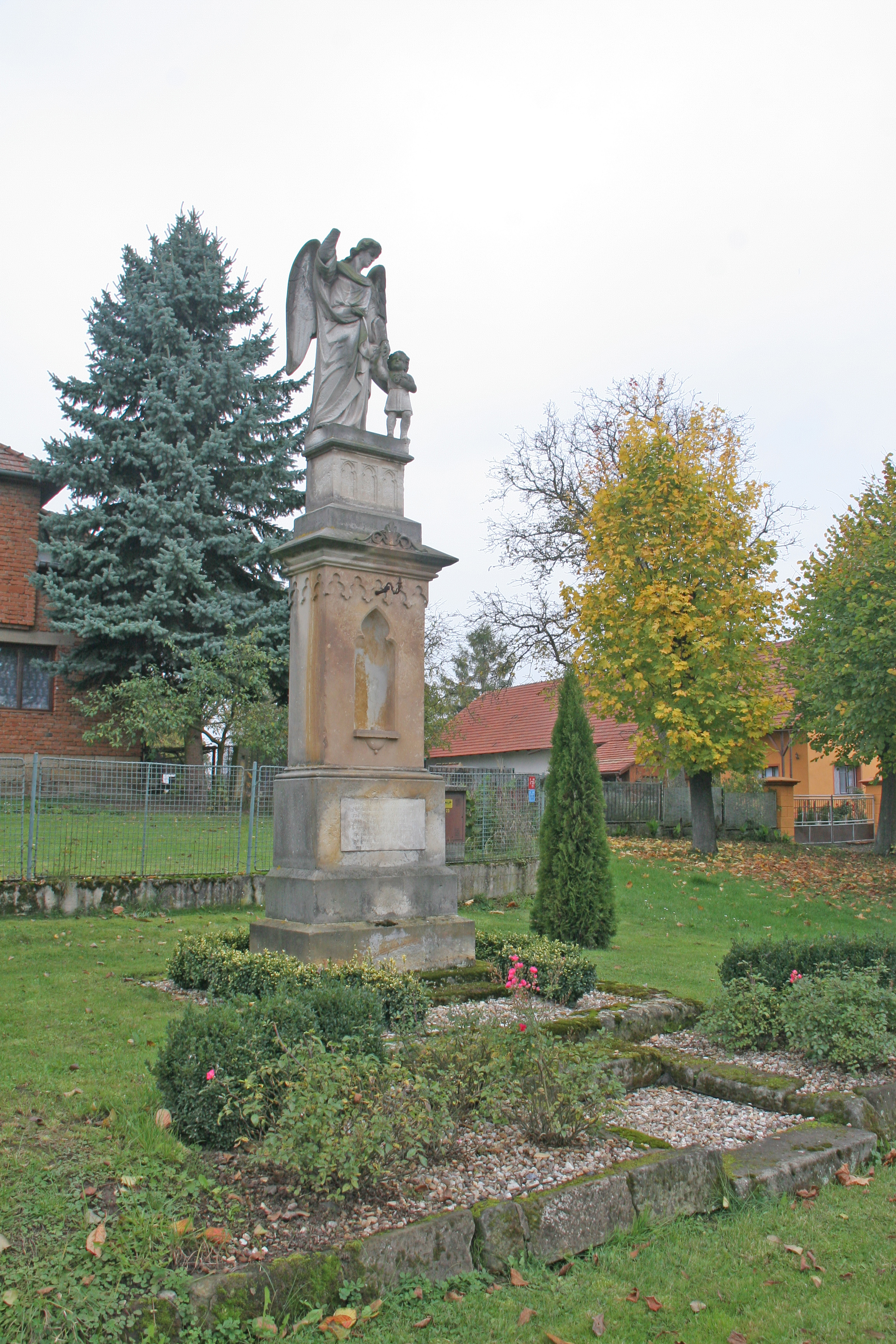
Socha Anděla Strážce